# Никулкин, Яков Прокопьевич
Я́ков Проко́фьевич Нику́лкин (29 апреля 1913, село Подбужье, Калужская губерния — 3 декабря 1983, Минск) — советский государственный деятель, председатель КГБ при СМ БССР (1970—1980).

## Биография
Русский. После учебы в педагогическом техникуме г. Жиздра Калужской области и Брянском техникуме путей сообщения (окончил в 1934 году) работал техником-исследователем проектного бюро Дальневосточной железной дороги, техником, затем начальником секретной части Дальневосточной проектной конторы «Союзтранспроект» в Хабаровске. С 1940 года в органах государственной безопасности.
Сотрудник оперативного пункта НКВД станции Ин, затем дорожно-транспортного отделения НКВД Дальневосточной железной дороги. В 1941—1945 годах — сотрудник УНКГБ по Хабаровскому краю и транспортного отдела НКВД Дальневосточной железной дороги. С 1945 года — сотрудник отдела МГБ Белостокской, затем заместитель начальника отдела МГБ Брест-Литовской железных дорог. В 1948—1954 годах — заместитель начальника Управления охраны МГБ Брест-Литовской, Октябрьской, Ленинградской, начальник Управления охраны Томской железных дорог, начальник УКГБ при СМ СССР на Томской железной дороге.
С 1954 года — заместитель начальника 6-го Главного управления (транспортного) КГБ при СМ СССР, затем начальник УКГБ при СМ СССР на Московско-Курско-Донбасской и Московской железных дорогах. В 1960—1970 годах — председатель КГБ при СМ Башкирской АССР, старший консультант аппарата КГБ при СМ СССР при МГБ МНК, заместитель начальника УКГБ при СМ СССР по г. Москве и Московской области. С 23 июня 1970 года по 4 августа 1980 года — председатель КГБ при СМ БССР.

## Награды
Награжден орденами Ленина, Красного Знамени, Красной Звезды, монгольским орденом «За боевые заслуги», офицерским крестом Ордена Возрождения Польши и 10 медалями.